# Mervyn Jones (Autor)
Mervyn Jones (* 27. Februar 1922 in London; † 23. Februar 2010 in Brighton, Sussex) war ein britischer Journalist und Schriftsteller.

## Leben
Mervyn Jones wurde 1922 als zweites der vier Kinder des britischen Psychoanalytikers Ernest Jones und dessen Frau Katerina geboren. Katherina war Ernest Jones’ zweite Frau. Sie entstammte einer jüdischen Familie aus Wien. Die Ehe wurde 1919 geschlossen.
Mervyn Jones’ Familie war (auch durch Erbschaften) begütert, besaß – neben einer Villa in London – Häuser in Sussex und auf der Gower-Halbinsel in Wales sowie eine Villa in Menton an der Côte d’Azur.
Für Mervyn und seine drei Geschwister (Gwenith *1920, Nesta *1930 und Lewis *1933) bedeutete der großbürgerliche Haushalt allerdings, dass sie weniger von ihren Eltern, sondern von einem Kindermädchen aufgezogen wurden, einer Arbeiterfrau, die Mervyn in einer Umgebung, die er zumeist als fremd und kalt empfand, mütterliche Wärme gab. „My real mother was Nanny“ („Meine wirkliche Mutter war mein Kindermädchen“). In seiner Autobiografie schreibt Mervyn über seine Mutter: „I didn’t love her, I didn’t admire her as I admired my father, and to be honest I never liked her.“ („Ich liebte sie nicht, ich bewunderte sie nicht, wie meinen Vater, und um ehrlich zu sein, ich mochte sie nie leiden.“)
1934 wurde Mervyn von seinen Eltern zur Abbotsholme School im Südwesten von Derbyshire geschickt, einem Mittelstands-Internat mit – für damalige Zeiten – fortschrittlichen Unterrichtsmethoden und -inhalten.
Mervyn war der Schulbesuch trotzdem verhasst. „Throughout my five years at Abbotsholme, I longed to get away.“ („Während meiner fünf Jahre in Abbotsholme, hatte ich ständig den Wunsch diese Schule hinter mir zu lassen.“)
Er war jedoch ein leidenschaftlicher Leser und verschlang die Literatur des Left Book Club, insbesondere die Schriften von John Strachey, die ihn dazu veranlassten, 1938, im Alter von 16 Jahren der Young Communist League beizutreten. Als die Schulleitung von seiner Mitgliedschaft erfuhr, wurde er unter einem Vorwand von der Schule verwiesen.
Sein Vater schlug ihm daraufhin vor, nach Oxford zu gehen und er hätte auch einen Studienplatz am Queen’s College bekommen können. Mervyn schlug diese Möglichkeit jedoch aus, was zu ernsten Konflikten mit seinem Vater führte, da dieser sich in den Kopf gesetzt hatte, dass sein Sohn seine Ausbildung in Oxford fortsetzen sollte. Mervyn ging daraufhin (zusammen mit seiner Mutter) im August 1939 nach New York und schrieb sich an der New York University ein. Er belegte Literatur und nahm an Seminaren/Vorlesungen des Poeten und Schriftstellers W. H. Auden teil. Er wurde aber von Gewissensbissen geplagt, weil er sich ständig sagte, dass er eigentlich in Britannien sein sollte, um gegen den Faschismus zu kämpfen. So kehrte er 1942 zusammen mit seiner Mutter nach Britannien zurück. Er wurde Mitglied der Communist Party of Great Britain (CPGB) und nahm zunächst einen Job in einer Autowerkstatt in London an.
Noch 1942 trat er jedoch den britischen Streitkräften bei, wurde Second Lieutenant bei einem Panzerabwehrartillerie-Regiment, das bei der Invasion der westalliierten Truppen am 6. Juni 1944 in der Normandie (Operation Overlord) eingesetzt wurde. Nur wenige Monate später, im Oktober 1944, geriet Mervyn in den Niederlanden in deutsche Gefangenschaft und befand sich beim Zusammenbruch des sogenannten „Dritten Reichs“ in einem Gefangenenlager im Rheinland, aus dem er von amerikanischen Truppen befreit wurde.
Bei Kriegsende kehrte Mervyn Jones nur für kurze Zeit nach England zurück, um danach weitere zwei Jahre Militärdienst in Indien zu leisten. Am 15. August 1947 endete die britische Kolonialherrschaft in Indien, die Kolonialtruppen wurden demobilisiert und Mervyn kehrte nach England zurück.
Auch nach dem Zweiten Weltkrieg blieb Jones zunächst ein überzeugter Kommunist, schrieb Artikel für den Daily Worker und trat 1945 in den Wahlkämpfen für die CPGB ein. Im Verlauf des sogenannten Kalten Krieges wurde er jedoch durch die anti-amerikanische Linie und die Forderung der Kommunistischen Partei nach bedingungsloser Loyalität desillusioniert. Als freier Mitarbeiter verfasste er zwar weiterhin Artikel für den Daily Worker, trat aber 1951 aus der Kommunistischen Partei Englands aus. Er begann zu schreiben und startete seine Karriere als Schriftsteller. No Time to Be Young (1952), die Geschichte eines anglo-französischen Mädchens, das in der Zwischenkriegszeit aufwuchs, erhielt gleich sehr gute Kritiken.
1955 kandidierte er für die Labour-Party in Chichester, West Sussex (einem bis dahin sicheren Tory-Wahlkreis).
Im selben Jahr wurde er Mitarbeiter der Tribune, einer 1937 vom Labour-Politiker Aneurin Bevan gegründeten sozialistischen Wochenzeitung, die als Motto auf ihre Fahnen geschrieben hatte: „A thorn in the side of all governments, constructively to Labour, unforgiving to Conservatives.“
In der Folge verfasste Jones Artikel über sämtliche Themengebiete – von Berichten über Parteikonferenzen bis hin zu Artikeln über Rock ’n’ Roll. Er stieg rasch zum stellvertretenden Herausgeber auf und schrieb zusammen mit Michael Foot, dem damaligen Herausgeber der Tribune, das Buch Guilty Men (1957), eine Kritik der britischen Politik während der Sueskrise im Jahre 1956. Neben seiner Arbeit bei der Tribune verfasste er auch Artikel für den Ende 1956 von Edward P. Thompson ins Leben gerufenen New Reasoner, einer linken, strikt anti-sowjetischen Zeitung.
1960 verließ Jones die Redaktion der Tribune, um ganz als Freelancer und als Pressesprecher für die Campaign for Nuclear Disarmament, die größte Friedensbewegung Großbritanniens, zu arbeiten. 1966 bis 1968 wurde er stellvertretender Herausgeber des 1913 gegründeten linksgerichteten New Statesman.
Seine letzten Jahre verbrachte Mervyn Jones, nahezu vollständig erblindet, in einem Heim in Brighton, Sussex. In seiner 1987 niedergeschriebenen Autobiografie Chances schreibt Jones: „When I was young I was certain that the world would be Socialist by 1950 at the latest. Now it's 1987, I am no longer young and I'm left wondering what went wrong.“ („Als ich jung war, war ich sicher, dass die Welt spätestens 1950 sozialistisch sein würde. Jetzt schreiben wir das Jahr 1987 und ich frage mich, was falsch gelaufen ist.“) Jones kam zu dem Ergebnis, dass die radikale Linke „(had) failed to take account of the central place that the value of personal freedom holds in modern minds“ („nicht hinreichend den zentralen Stellenwert, den die persönliche Freiheit für den modernen Menschen hat, berücksichtigt hat“).

## Werke

### Romane
- No Time to Be Young. London, Cape, 1952.
- The New Town. London, Cape, 1953.
- The Last Barricade. London, Cape, 1953.
- Helen Blake. London, Cape, 1955.
- On the Last Day. London, Cape, 1958.
- A Set of Wives. London, Cape, 1965.
- John and Mary. London, Cape, 1966; New York, Atheneum, 1967.
  - deutsch, übersetzt von Peter de Mendelssohn; Hoffmann und Campe, Hamburg 1968. Als Taschenbuch bei Rowohlt Taschenbuch Verlag, Reinbek bei Hamburg 1970.
- A Survivor. London, Cape, and New York, Atheneum, 1968.
- Joseph. London, Cape, and New York, Atheneum, 1970.
- Mr. Armitage Isn't Back Yet. London, Cape, 1971.
- Holding On. London, Quartet, 1973; as Twilight of the Day, New York, Simon and Schuster, 1974.
- The Revolving Door. London, Quartet, 1973.
- Strangers. London, Quartet, 1974.
- Lord Richard's Passion. London, Quartet, and New York, Knopf, 1974.
- The Pursuit of Happiness. London, Quartet, 1975; New York, MasonCharter, 1976.
- Nobody's Fault. London, Quartet, and New York, Mason Charter, 1977.
- Today the Struggle. London, Quartet, 1978.
- The Beautiful Words. London, Deutsch, 1979.
- A Short Time to Live. London, Deutsch, 1980; New York, St. Martin'sPress, 1981.
- Two Women and Their Man. London, Deutsch, and New York, St. Martin's Press, 1982.
- Joanna's Luck. London, Piatkus, 1984.
- Coming Home. London, Piatkus, 1986.
- That Year in Paris. London, Piatkus, 1988.

### Gesammelte Kurzgeschichten
- Scenes from Bourgeois Life. London, Quartet, 1976.

### Ungesammelte Kurzgeschichten
- "The Foot," in English Story 8, edited by Woodrow Wyatt. London, Collins, 1948.
- "The Bee-Keeper," in English Story 10, edited by Woodrow Wyatt. London, Collins, 1950.
- "Discrete Lives," in Bananas (London), 1978.
- "Five Days by Moonlight," in Encounter (London), November 1978.
- "Living Together," in Woman (London), 1979.

### Theaterstücke
- The Shelter (produced London, 1982).

### Hörspiele
- Anna, 1982
- Taking Over, 1984
- Lisa, 1984
- Generations, 1986.

### Andere
- Guilty Men, 1957: Suez and Cyprus, gemeinsam mit Michael Foot. London, Gollancz, and New York, Rinehart, 1957.
- Potbank: A Social Enquiry Into Life In The Potteries (Dokumentation). London, Secker and Warburg, 1961.
- Big Two: Life in America and Russia. London, Cape, 1962; as The Antagonists, New York, Potter, 1962.
- Two Ears of Corn: Oxfam in Action. London, Hodder and Stoughton, 1965; as In Famine's Shadow: A Private War on Hunger, Boston, Beacon Press, 1967.
- Life on the Dole. London, Davis Poynter, 1972.
- Rhodesia: The White Judge's Burden. London, Christian Action, 1972.
- The Oil Rush, photographs by Fay Godwin. London, Quartet, 1976.
- The Sami of Lapland. London, Minority Rights Group, 1982.
- Chances: An Autobiography. London, Verso, 1987.
- A Radical Life: The Biography of Megan Lloyd George. London, Hutchinson, 1991.
- Michael Foot. London, Gollancz, 1994.
- (Als Herausgeber) Kingsley Martin: Portrait and Self-Portrait. London, Barrie and Rockliff, and New York, Humanities Press, 1969.
- (Als Herausgeber) Privacy. Newton Abbot, Devon, David and Charles, 1974.
- (Als Übersetzer) The Second Chinese Revolution, by K.S. Karol. New York, Hill and Wang, 1974.